# Merlin (Katze)
Merlin (geboren 2002 oder 2003) ist eine Hauskatze aus Torquay. Der schwarz-weiße Kater hält seit 2015 den Rekord für das lauteste Schnurren gemäß Guinness-Buch der Rekorde.

## Leben
Merlin stammt aus einer Tierrettungsstation in Kingkerswell und wurde von Besitzerin Tracy Westwood aufgenommen. Er lebt seitdem in Torquay und fiel recht früh durch sein sehr lautes Schnurren auf. Westwood wandte sich an lokale Zeitungen, die das Schnurren der Katze auf etwa 100 Dezibel maßen. Eine normale Katze schnurrt in einer Lautstärke von 25 Dezibel. Der Kater wurde anschließend als Gast für die Sendung Cats Make You Laugh Out Loud 2 auf Channel 5 aufgenommen, bei der neben ihm auch Lil Bub auftrat. Zu den Aufnahmen kam ein Team des Guinness Buchs der Rekorde und maß die Lautstärke neu. Mit insgesamt 67,8 Dezibel stellte Merlin den bisherigen Rekord (67,68 dB) von Smoky aus Pitsford ein. Dabei reagiert die Katze wohl vor allem auf Futter vor ihr. So kam bei dem gelungenen Weltrekordversuch eine Dose Thunfisch zum Einsatz.
Über den neuen Rekord wurde weltweit berichtet.